# Chatarra electrónica

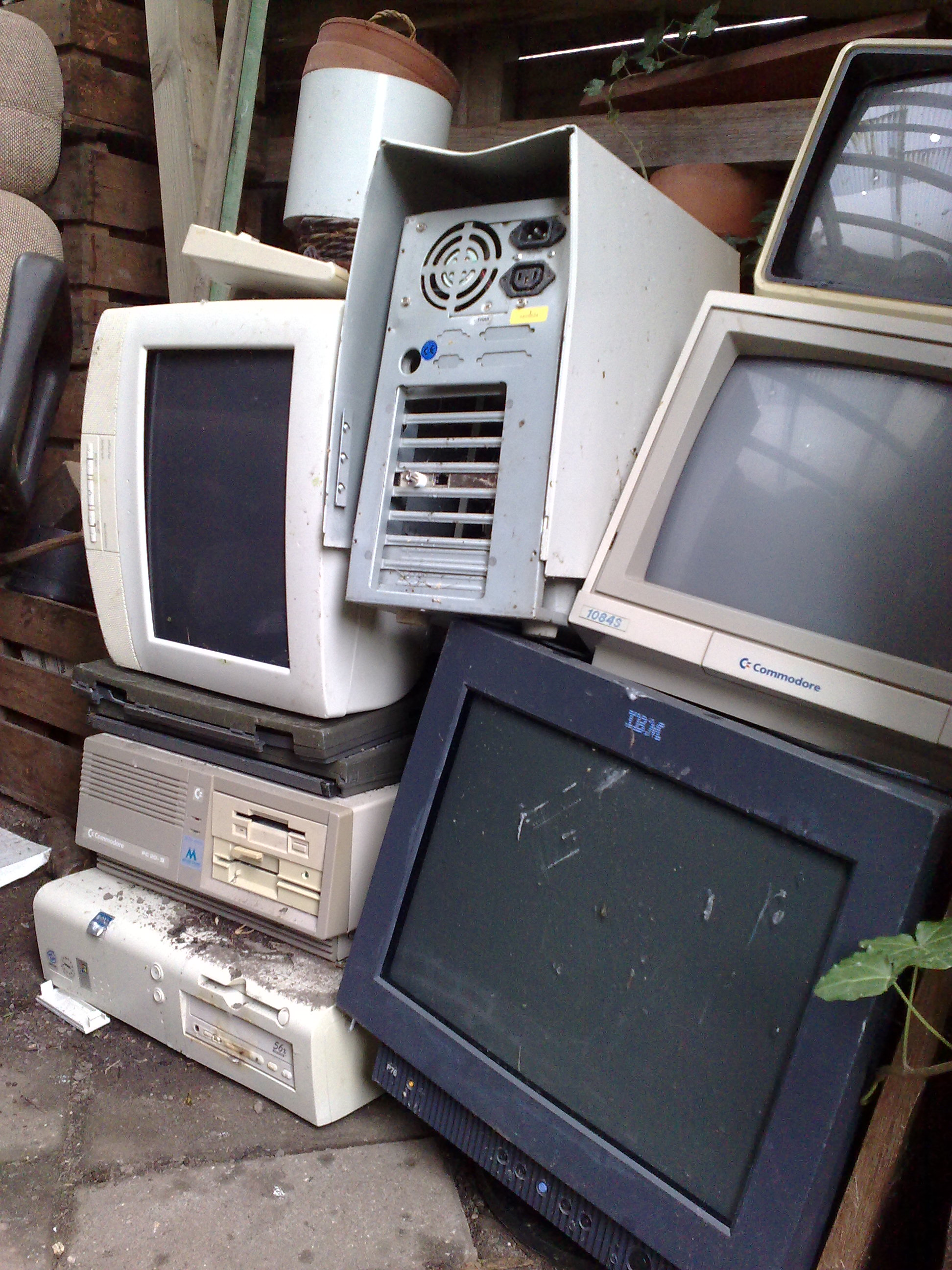
Equipos electrónicos obsoletos.

La chatarra electrónica, desechos electrónicos o basura tecnológica es la basura de dispositivos eléctricos o electrónicos desechados. Los productos electrónicos usados que se destinan a la restauración, reutilización, reventa, reciclaje de rescate mediante recuperación de material o eliminación también se consideran desechos electrónicos. 
Los componentes electrónicos de desecho, como las CPU, contienen materiales potencialmente dañinos como el plomo, cadmio, berilio o retardadores de llama bromados. El no reciclaje de computadoras, teléfonos móviles y electrodomésticos puede implicar un riesgo significativo para la salud de los trabajadores y sus comunidades.

## Definición
De acuerdo a la Organización para la Cooperación y el Desarrollo Económico (OCDE) un desecho electrónico es todo dispositivo alimentado por la energía eléctrica cuya vida útil haya culminado.
La convención de Basilea por su parte define la chatarra electrónica como todo equipo o componente electrónico incapaz de cumplir la tarea para la que originariamente fueron inventados y producidos.

## Problemas ambientales asociados

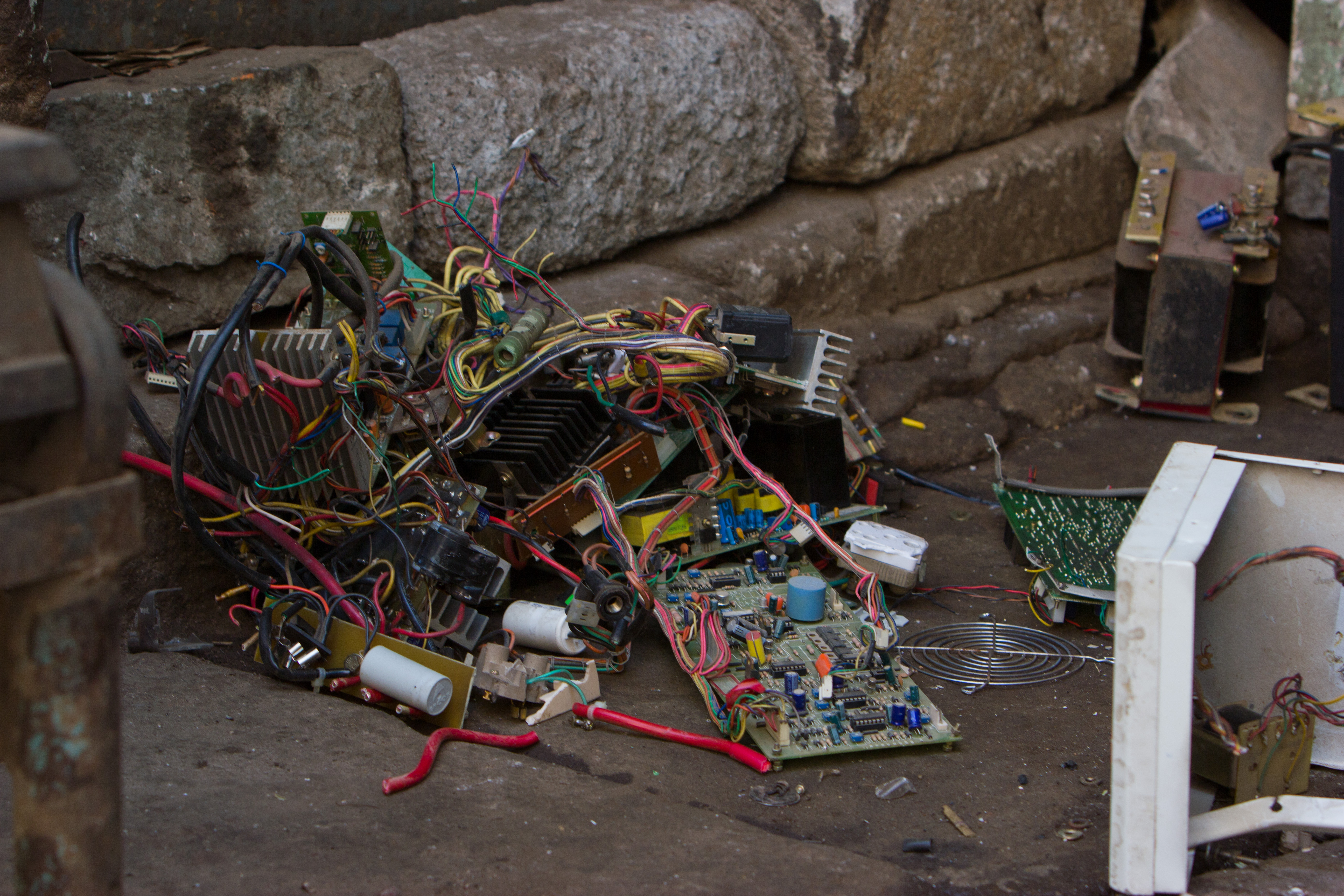
Desechos electrónicos.

Existen diversos daños para la salud y para el medio ambiente generado por varios de los elementos contaminantes presentes en los desechos electrónicos, en especial el mercurio, que produce daños al cerebro y el sistema nervioso; el plomo, que potencia el deterioro intelectual, ya que tiene efectos perjudiciales en el cerebro y todo el sistema circulatorio. Además, el cadmio, que produce fallas en la reproducción y posibilidad incluso de infertilidad, entre otras cosas; y el cromo, que produce problemas en los riñones y los huesos. El plástico PVC es también muy utilizado. Un celular móvil, por ejemplo, contiene entre 500 a 1000 compuestos diferentes.
Estas sustancias peligrosas generan contaminación y exponen a los trabajadores en la fabricación de estos productos; también la colocación de este tipo de residuos en la basura, o al alcance de las manos de cartoneros, es poner en riesgo la salud de las personas y del ambiente, debido a que contienen componentes peligrosos como el plomo en tubos de rayos catódicos y las soldaduras, arsénico en los tubos de rayos catódicos más antiguos, trióxido de antimonio retardantes de fuego, etc.
Mientras el celular, el monitor y el televisor estén en su casa no generan riesgos de contaminación. Pero cuando se mezclan con el resto de la basura y se rompen, esos metales tóxicos se desprenden y pueden resultar mortales. Muchos disponen de algún ordenador en casa y en el trabajo; aunque la vida útil de estos equipos se estima en diez años, al cabo de unos tres o cuatro ya han quedado obsoletos debido a los requerimientos de los nuevos programas y las nuevas versiones de los sistemas operativos. Este constante desarrollo tecnológico sumado a la lógica del mercado, genera un permanente recambio de los artefactos eléctricos y electrónicos que se consumen de manera doméstica. Las nuevas funcionalidades y modelos de los aparatos; la mayor accesibilidad por la disminución de los costos y la oferta constante de “la novedad”, hacen que estos productos se tornen obsoletos con mayor rapidez. Adquirir un nuevo equipo informático es tan barato que abandonamos o almacenamos un ordenador cuando todavía no ha llegado al final de su vida útil, para comprar otro nuevo, desconociendo el enorme coste ecológico que comporta tanto la producción como el vertido de ordenadores.
Los residuos electrónicos de los equipos informáticos generan una serie de problemas específicos. Por ejemplo, son tóxicos, debido a que incluyen componentes tóxicos como el plomo, el mercurio y el cadmio. También llevan selenio y arsénico, entre otros. Cuando estos compuestos son fundidos liberan toxinas al aire, tierra y agua. Otro problema es que suelen llevarse a los países del tercer mundo porque es rentable. Allí se convierten en receptores de esta contaminación.

## Componentes de la basura electrónica con efectos negativos sobre la salud
| Componente de la basura electrónica | Efectos negativos sobre la salud |
| Plomo                               | Los efectos adversos de la exposición al plomo incluyen la función cognitiva, alteraciones de la conducta, déficit de atención, hiperactividad, problemas de conducta, y un menor coeficiente intelectual . Estos efectos son más perjudiciales para los niños cuyo sistema nervioso en desarrollo es muy susceptible a los daños causados por el plomo, el cadmio y el mercurio. |
| Mercurio                            | Los efectos en la salud incluyen deterioro sensorial, dermatitis, pérdida de memoria y debilidad muscular. La exposición en el útero causa déficits en la función motora de los fetos, la atención y los dominios verbales. Los efectos ambientales en los animales incluyen muerte, reducción de la fertilidad y ralentización del crecimiento y desarrollo. |
| Cadmio                              | La inhalación de cadmio puede causar daño severo a los pulmones y también se sabe que causa daño renal. El cadmio también se relaciona con deficiencias en la cognición, el aprendizaje, el comportamiento y las habilidades neuromotoras en los niños. |
| Cromo hexavalente                   | Un carcinógeno conocido después de la exposición ocupacional por inhalación. [91] También hay evidencia de efectos citotóxicos y genotóxicos de algunos químicos, que se ha demostrado que inhiben la proliferación celular, causan lesiones en la membrana celular, causan roturas de una sola hebra de ADN y elevan los niveles de las especies reactivas de oxígeno (ROS). |
| Azufre                              | Los efectos en la salud incluyen daño hepático, daño renal, daño al corazón, irritación de ojos y garganta. Cuando se libera en el medio ambiente, puede crear ácido sulfúrico a través del dióxido de azufre. |
| Retardantes de llama bromados       | Los efectos en la salud incluyen alteración del desarrollo del sistema nervioso, problemas de la tiroides, problemas del hígado. Efectos ambientales: efectos similares a los de los animales que a los humanos. Los PBB fueron prohibidos desde 1973 hasta 1977 en adelante. Los PCB fueron prohibidos durante la década de 1980 y se les asocia con un amplio rango de efectos tóxicos que incluyen la supresión del sistema inmunológico, afecciones en el hígado, desarrollo del cáncer, daños al sistema nervioso, cambios conductuales y daño al sistema reproductor masculino y femenino. |
| Ácido perfluorooctanoico (PFOA)     | Los estudios en ratones han encontrado los siguientes efectos en la salud: hepatotoxicidad, toxicidad para el desarrollo, inmunotoxicidad, efectos hormonales y efectos carcinogénicos. Los estudios han encontrado que el aumento de los niveles maternos de PFOA se asocia con un mayor riesgo de aborto espontáneo (aborto involuntario) y muerte fetal. El aumento en los niveles maternos de PFOA también se relaciona con una disminución en la edad gestacional media (nacimiento prematuro), el peso medio al nacer (bajo peso al nacer), la longitud media al nacer (pequeña para la edad gestacional) y la puntuación APGAR media. |
| Óxido de berilio                    | Las exposiciones ocupacionales relacionadas con el cáncer de pulmón, otros efectos adversos comunes para la salud son la sensibilización al berilio, la enfermedad crónica por berilio y la enfermedad aguda por berilio. |
| Policloruro de vinilo (PVC)         | En la fase de fabricación, se liberan materias primas tóxicas y peligrosas, incluidas las dioxinas. El PVC, como el cloro, tiende a bioacumularse. Con el tiempo, los compuestos que contienen cloro pueden convertirse en contaminantes en el aire, el agua y el suelo. Esto plantea un problema ya que los humanos y los animales pueden ingerirlos. Además, la exposición a toxinas puede tener efectos en la salud reproductiva y del desarrollo. |
| Antimonio (Sb)                      | El antimonio (Sb) es un metal usado en varias aplicaciones industriales, entre ellas como retardante de llama (trióxido de antimonio) y como trazador en soldaduras metálicas. En algunas de sus formulaciones, el antimonio se asemeja químicamente al arsénico, incluyendo su toxicidad. La exposición a altos niveles, presentes en partículas de polvo o vapores, en el lugar de trabajo, puede conllevar severos problemas de piel y otros efectos negativos sobre la salud. El trióxido de antimonio está reconocido como posible cancerígeno en humanos. |
| Ftalatos                            | Se usan comúnmente para ablandar plásticos, principalmente PVC. Su toxicidad es preocupante. El ftalato DEHP, por ejemplo, es capaz de interferir en el desarrollo de los testículos en edades tempranas. En Europa, tanto el DEHP como el DBP están clasificados como “tóxicos para la reproducción”. A pesar de su toxicidad, de las cantidades empleadas y de su capacidad para liberarse de los productos durante su uso, la Unión Europea, prohíbe el empleo de seis ftalatos en juguetes y artículos infantiles. Aunque esto aborda una vía importante de exposición, la toma de contacto con ellos a través de otros productos de consumo sigue sin afrontarse, lo que incluye el material eléctrico y electrónico. |
| Clorobencenos                       | Los PBDE (polibromodifenil éteres) son un tipo de retardante de llama bromado que se utilizan para prevenir la propagación del fuego en gran variedad de materiales, incluyendo las fundas y los componentes de muchos productos electrónicos. Son sustancias químicas persistentes en el medio ambiente y algunas son sumamente bioacumulativas, capaces de afectar el desarrollo cerebral normal en los animales. Se sospecha que ciertos PBDEs son disruptores endocrinos, capaces de interferir con las hormonas del crecimiento y el desarrollo sexual. También se han documentado efectos sobre el sistema inmunológico. El trifenilfosfato (TPP) es un tipo de retardante de llama organofiosforado que se utiliza en los aparatos electrónicos, por ejemplo, en las carcasas de los monitores de ordenador. El TPP es muy tóxico para la vida acuática y un inhibidor importante de un sistema enzimático clave de la sangre humana. También se sabe que en algunos individuos provoca dermatitis por contacto y es un posible disruptor endocrino. |

## Impacto
Según el Global E-Waste Monitor 2020 de la ONU, en 2019 se generó un récord de 53,6 millones de toneladas métricas (Mt) de desechos electrónicos en todo el mundo, un 21% más en solo cinco años. El nuevo informe también predice que los desechos electrónicos globales (productos desechados con una batería o enchufe) alcanzarán 74 Mt para 2030, casi el doble de los desechos electrónicos en solo 16 años.
Esto convierte a los desechos electrónicos en el flujo de desechos domésticos de más rápido crecimiento en el mundo, impulsado principalmente por tasas de consumo más altas de equipos eléctricos y electrónicos, ciclos de vida cortos y pocas opciones de reparación. Solo el 17,4% de los desechos electrónicos de 2019 se recogió y recicló. Esto significa que el oro, la plata, el cobre, el platino y otros materiales recuperables de alto valor valorados de forma conservadora en 57.000 millones de dólares, una suma mayor que el producto interno bruto de la mayoría de los países, se vertieron o quemaron en su mayoría en lugar de recogerlos para su tratamiento y reutilizar.
Según el informe, Asia generó el mayor volumen de desechos electrónicos en 2019: unas 24,9 Mt, seguida de América (13,1 Mt) y Europa (12 Mt), mientras que África y Oceanía generaron 2,9 Mt y 0,7 Mt respectivamente.

### Vertederos tecnológicos
Existen grandes vertederos donde los países occidentales vierten sus RAEE. El mayor vertedero del mundo de ese tipo se encuentra en China, concretamente en la ciudad de Guiyu, información que el propio gobierno chino ha confirmado. Se calcula que en esa ciudad trabajan 150 000 personas para tratar la basura que llega, principalmente, de Estados Unidos, Canadá, Japón y Corea del Sur. La ONU estima que el 80 % de la basura tecnológica generada en todo el mundo se exporta a países tercermundistas donde no existe ninguna regulación.
Otro gigantesco punto para verter RAEE localizado en Ghana, África, Que emplea indirectamente a unas 30 000 personas, y aporta por año entre 105 y 268 millones de dólares al país.
Ghana importa alrededor de 215.000 toneladas cada año. Muestras de contaminación tomadas en los suelos determinan niveles muy altos de concentración de metales pesados, como plomo, cobre o mercurio.
Otro peligro es una práctica muy común que consiste en quemar los aparatos para retirar los plásticos y poder acceder más rápidamente a los metales que contienen, como el cobre o el aluminio. Este humo resultante es muy tóxico.

## Manejo responsable

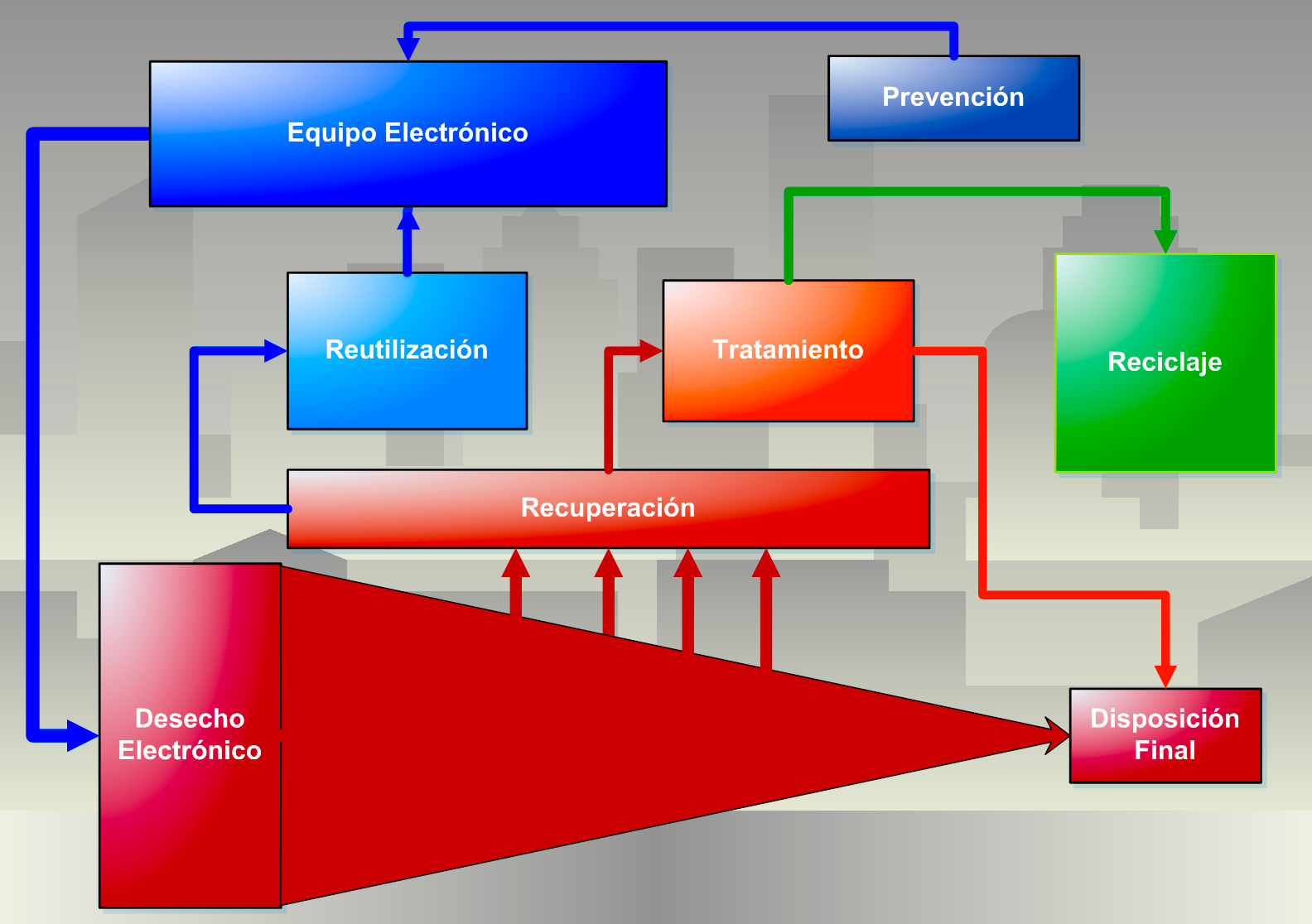
Esquema de como debería desarrollarse un manejo responsable de los desechos electrónicos.

Algunas posibles soluciones consisten en:
- Reciclar los componentes que no puedan repararse. Hay empresas que acopian y reciclan estos aparatos sin costo para los dueños de los equipos en desuso.
- Promover la reducción de sustancias peligrosas que se usan en ciertos productos electrónicos que se venden en cada país.
- La responsabilidad extendida del productor en la cual luego de su uso por los consumidores el propio productor se lleva el producto, esto los impulsa a mejorar los diseños para que sean más sencillos de reciclar y reutilizar.[14]
- En algunos países se piensa en todo el ciclo de vida de un producto. Se multa a la gente que no se comporta responsablemente luego de consumir. Incluso algunos productos tienen una tasa destinada a resolver la exposición final de esos materiales.
- Las propias empresas deberían contar con un sistema de reciclaje de sus propios productos, así todo el planeta se beneficiaría.

La «chatarra electrónica» o RAEE (Residuo de Aparato Eléctrico y Electrónico) puede considerarse en general como residuo peligroso ya que contienen pilas, baterías, etc. Estos residuos deben ser transportados con transportistas autorizados de residuos peligrosos y destinado a gestores autorizados, en ningún caso a chatarrerías comunes. El transporte o entrega directa a chatarrerías no autorizadas así como la recepción de estos residuos sin la documentación legal están penadas duramente bajo grandes multas.

## Acuerdos internacionales
Un informe del Grupo de Gestión Ambiental de las Naciones Unidas enumera los procesos y acuerdos clave realizados por varias organizaciones a nivel mundial en un esfuerzo por gestionar y controlar los desechos electrónicos. Los detalles sobre las políticas se pueden recuperar en los enlaces a continuación.
- Convenio Internacional para Prevenir la Contaminación por los Buques (MARPOL) (73/78/97)[16]

- Convenio de Basilea sobre el control de los movimientos transfronterizos de los desechos peligrosos y su eliminación (1989)[17]

- Protocolo de Montreal sobre sustancias que agotan la capa de ozono (1989)[18]

- Convenio de la Organización Internacional del Trabajo (OIT) sobre productos químicos, relativo a la seguridad en el uso de productos químicos en el trabajo (1990)[19][20]

- Organización para la Cooperación y el Desarrollo Económicos (OCDE), Acuerdo sobre residuos de la decisión del Consejo (1992)

- Convención Marco de las Naciones Unidas sobre el Cambio Climático (CMNUCC) ( 1994)

- Conferencia internacional sobre gestión de productos químicos (ICCM) (1995)

- Convenio de Rotterdam sobre el procedimiento de consentimiento fundamentado previo aplicable a ciertos plaguicidas y productos químicos peligrosos objeto de comercio internacional (1998)

- Convenio de Estocolmo sobre contaminantes orgánicos persistentes (2001)[21]

- Organización Mundial de la Salud (OMS), Resoluciones de la Asamblea Mundial de la Salud (2006 - 2016)

- Convenio internacional de Hong Kong para el reciclaje seguro y ambientalmente racional de los buques (2009) Archivado el 15 de octubre de 2020 en Wayback Machine.

- Convenio de Minamata sobre el Mercurio (2013)[22]

- Acuerdo Climático de París (2015) en virtud de la Convención Marco de las Naciones Unidas sobre el Cambio Climático[23]

- Agenda Connect 2020 para el desarrollo mundial de las telecomunicaciones / TIC (2014)

## Legislación

### España
En España estos residuos están legislados por el Real Decreto 110/2015, de 20 de febrero, sobre residuos de aparatos eléctricos y electrónicos, que los define como:

Aparatos eléctricos y electrónicos» o «AEE»: todos los aparatos que para funcionar debidamente necesitan corriente eléctrica o campos electromagnéticos, y los aparatos necesarios para generar, transmitir y medir tales corrientes y campos, que están destinados a utilizarse con una tensión nominal no superior a 1.000 voltios en corriente alterna y 1.500 voltios en corriente continua.

#### Categorías de AEE
Desde el 15 de agosto de 2018, el ámbito de aplicación del real decreto 1/10/2015 abarca las siguientes categorías:
- 1. Aparatos de intercambio de temperatura con excepción de 1.1, 1.2 y 1.3.

1.1 Aparato eléctrico de intercambio de temperatura clorofluorocarburos (CFC), hidroclorofluorocarburos (HCFC), hidrofluorocarburos (HFC), hidrocarburos (HC) o amoníaco (NH3). 
1.2 Aparato eléctrico de aire acondicionado. 
1.3 Aparato eléctrico con aceite en circuitos o condensadores.
- 2. Monitores, pantallas, y aparatos con pantallas de superficie superior a los 100 cm².

2.1 Monitores y pantallas led.
2.2 Otros monitores y pantallas.
- 3. Lámparas.

3.1 Lámparas de descarga (mercurio) y lámparas fluorescentes.
3.2 Lámparas led.
- 4. Grandes aparatos (con una dimensión exterior superior a 50 cm).  Están incluidos, entre otros: Electrodomésticos, aparatos de consumo, equipos de informática y telecomunicaciones, luminarias, aparatos de reproducción de sonido o imagen, equipos de música, herramientas eléctricas y electrónicas, juguetes, equipos deportivos y de ocio, productos sanitarios, instrumentos de vigilancia y control, máquinas expendedoras y equipos para la generación de corriente eléctrica. Esta categoría no incluye los aparatos contemplados en las categorías 1 a 3 ni 7.
- 5. Pequeños aparatos (sin ninguna dimensión exterior superior a 50 cm).  Están incluidos, entre otros: electrodomésticos, aparatos de consumo, luminarias, aparatos de reproducción de sonido o imagen, equipos de música, herramientas eléctricas y electrónicas, juguetes, equipos deportivos y de ocio, productos sanitarios, instrumentos de vigilancia y control, máquinas expendedoras y equipos para la generación de corriente eléctrica. Esta categoría no incluye los aparatos contemplados en las categorías 3 y 6.
- 6. Equipos de informática y telecomunicaciones pequeños (sin ninguna dimensión exterior superior a los 50 cm).7. Paneles fotovoltaicos grandes (con una dimensión exterior superior a 50 cm).
- 7. Paneles fotovoltaicos grandes (con una dimensión exterior superior a 50 cm).

7.1 Paneles fotovoltaicos con silicio.
7.2 Paneles fotovoltaicos con teluro de cadmio.